# Rắn cườm
Rắn cườm (danh pháp hai phần: Chrysopelea ornata) là một loài rắn trong họ Rắn nước. Loài này được Shaw mô tả khoa học đầu tiên năm 1802. Loài rắn này có độc ở nanh sau nhưng thường không gây ra ảnh hưởng đến con người.

## Hình ảnh

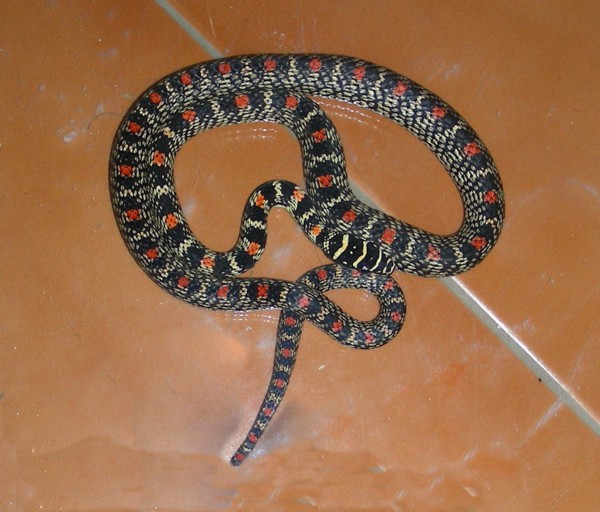
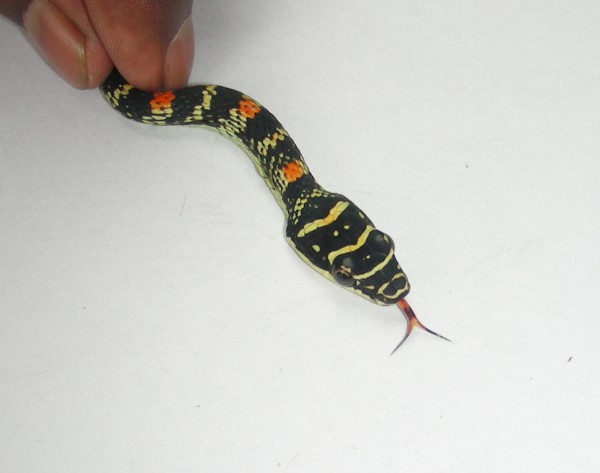
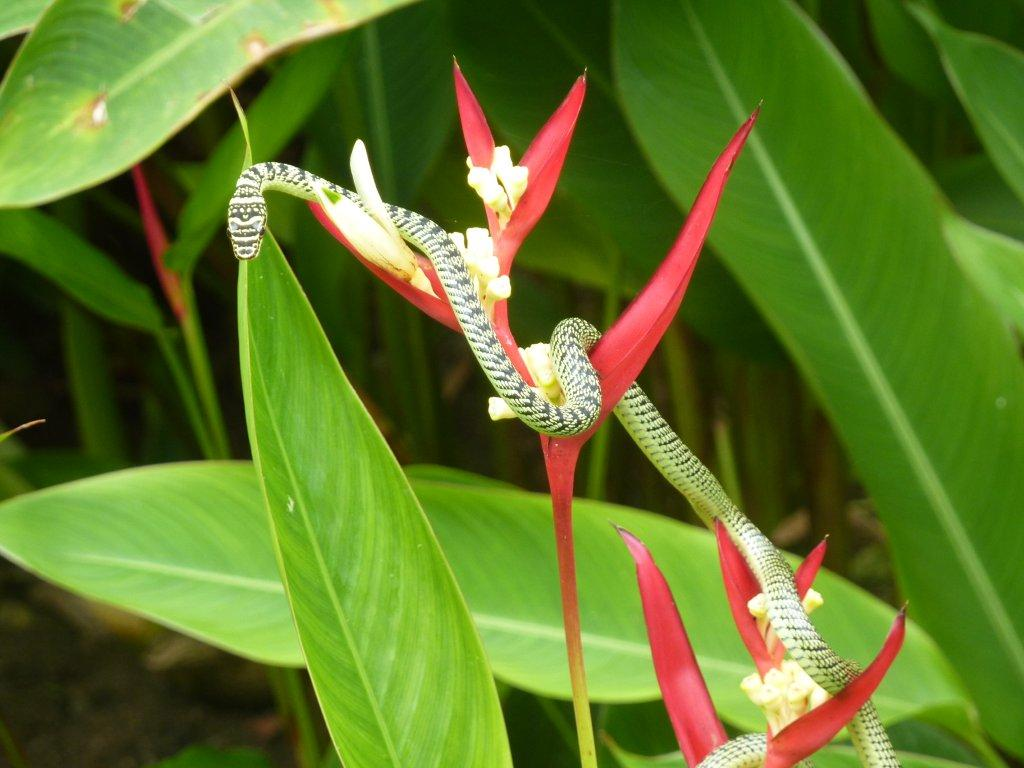
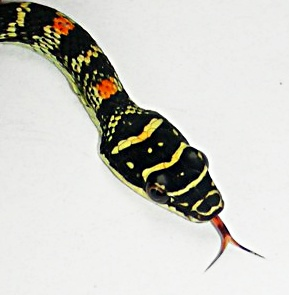